# Abbey Road (албум)
„Аби Роуд“ (на английски: Abbey Road) е единадесетият студиен албум на британската рок група Бийтълс. Той е последният албум, който групата почва да записва, въпреки че Let It Be е последният албум, завършен преди разпадането на групата през април 1970 г. „Аби Роуд“ е записван главно през май, юли и август 1969 и излиза на 26 септември в Обединеното кралство и на 1 октомври 1969 г. в Съединените щати. Става номер 1 и в двете държави.
„Аби Роуд“ е рок албум, но включва и стилове като блус, поп и прогресив рок.

## Песни

### Първа страна
- Come Together
- Something
- Maxwell's Silver Hammer
- Oh! Darling
- Octopus's Garden
- I Want You (She's So Heavy)

### Втора страна
- Here Comes The Sun
- Because
- Потпури

Останалата част от втора страна се състои от 16-минутен набор от осем песни, състоящи се от няколко кратки песни и фрагменти от песни:
You Never Give Me Your Money
Sun King
Mean Mr. Mustard
Polythene Pam
She Came In Through The Bathroom Window
Golden Slumbers
Carry That Weight
The End
- Her Majesty

## История
Abbey Road се превръща в най-продавания албум на Бийтълс.

## Обложка
Творческият директор на Епъл Рекърдс, Джон Кош, проектира обложката на албума. Това е единственият оригинален албум на Бийтълс в Обединеното кралство, който не показва нито името на изпълнителя, нито заглавието на албума на предната си корица, което е идея на Кош, въпреки че EMI твърди, че записът няма да се продаде без тази информация. По-късно той обяснява, че „нямаше нужда да пишем името на групата на корицата... Те бяха най-известната група в света“.
Снимката за предната корица на албума е направена на 8 август 1969 г. от фотографа Иън Макмилън. Макмилън, качен на стълбата, прави седем-осем снимки на музикантите, докато те пресичат по пешеходната пътека няколко пъти улицата (за целта движението е спряно от полицай, а на Макмилън са дадени десетина минути). Пол МаккартниМаккартни разглежда снимките с лупа, за да реши коя да бъде използвана. Идеята била негова - преди снимките скицирал как си представя корицата: „четири малки пръчици, пресичащи зебрата“.
Лондонската улица Abbey Road се превръща в атракция за почитателите на Бийтълс, които започват да се снимат в същите пози и на същото място.